# Джоплін (Монтана)
Джоплін (англ. Joplin) — переписна місцевість (CDP) в США, в окрузі Ліберті штату Монтана. Населення — 159 осіб (2020).

## Географія
Джоплін розташований за координатами 48°33′34″ пн. ш. 110°46′23″ зх. д. / 48.55944° пн. ш. 110.77306° зх. д. (48.559391, -110.772920).  За даними Бюро перепису населення США в 2010 році переписна місцевість мала площу 3,34 км², з яких 3,27 км² — суходіл та 0,07 км² — водойми.

## Демографія
Згідно з переписом 2010 року, у переписній місцевості мешкало 157 осіб у 77 домогосподарствах у складі 51 родини. Густота населення становила 47 осіб/км².  Було 100 помешкань (30/км²).
Расовий склад населення:
| - 99,4 % — білих - 0,6 % — корінних американців |

До двох чи більше рас належало 0,0 %. Частка іспаномовних становила 0,6 % від усіх жителів.
За віковим діапазоном населення розподілялося таким чином: 14,0 % — особи молодші 18 років, 57,3 % — особи у віці 18—64 років, 28,7 % — особи у віці 65 років та старші. Медіана віку мешканця становила 52,9 року. На 100 осіб жіночої статі у переписній місцевості припадало 109,3 чоловіків;  на 100 жінок у віці від 18 років та старших — 104,5 чоловіків також старших 18 років.
Середній дохід на одне домашнє господарство  становив 46 263 долари США (медіана — 36 786), а середній дохід на одну сім'ю — 61 090 доларів (медіана — 47 721). За межею бідності перебувало 8,2 % осіб, у тому числі 0,0 % дітей у віці до 18 років та 0,0 % осіб у віці 65 років та старших.
Цивільне працевлаштоване населення становило 109 осіб. Основні галузі зайнятості: сільське господарство, лісництво, риболовля — 31,2 %, будівництво — 14,7 %, роздрібна торгівля — 13,8 %, освіта, охорона здоров'я та соціальна допомога — 13,8 %.